# Jay Sebring
Jay Sebring, eigentlich Thomas John Kummer (* 10. Oktober 1933 in Birmingham, Alabama; † 9. August 1969 in Los Angeles, Kalifornien) war ein amerikanischer Friseur, der vor allem bei Hollywood-Filmproduktionen als Style- und Typenberater mitwirkte. 1964 entdeckte er den damals noch relativ unbekannten Bruce Lee für Hollywood. Bekanntheit erlangte er als eines der Opfer der Tate-Morde.

## Leben
Thomas John Kummer wuchs mit zwei Geschwistern in der Nähe von Detroit auf. Nach der High School diente er während des Koreakrieges bei der US-Navy. Im Anschluss ging er nach Los Angeles und änderte seinen Namen in „Jay“ (nach dem Anfangsbuchstaben seines zweiten Vornamens) und „Sebring“ (nach dem 12-Stunden-Rennen von Sebring in Florida).
In Hollywood machte sich Jay Sebring schnell einen Namen für innovative Stylings und zählte bald zu den Beratern der Filmschauspieler Steve McQueen und Kirk Douglas. So zeichnete Sebring verantwortlich für das Frisurenstyling am Set des Films Spartacus oder für den Film Zwei Banditen mit Paul Newman und Robert Redford.
1964 traf Sebring in Hollywood auf die junge ambitionierte Schauspielerin Sharon Tate und verliebte sich in sie. Doch die Beziehung hielt nicht lange: Tate lernte 1966 bei den Dreharbeiten zu Tanz der Vampire den jungen Regisseur Roman Polański kennen, den sie schließlich heiratete. Dennoch blieb Sebring eng mit dem Paar Tate-Polański befreundet.
Beruflich ging es für den Haarstylisten aufwärts. Sebring International sollte bald zu den angesagtesten Frisur- und Stylingsalons der Westküste zählen. Bei einer Partygesellschaft der Polańskis lernte er im Sommer 1968 das junge Paar Abigail Folger und Wojciech Frykowski kennen, das mit Polański befreundet war. Folger, Erbin eines Kaffeekonzerns, unterstützte Sebring später durch Investitionen und die Vermarktung seiner Haarpflegeprodukte. Obwohl Sebring nie die Ambition hatte, selbst als Schauspieler mitzuwirken, hatte er doch in den 1960er-Jahren einen kurzen Auftritt in einer Folge der Fernsehserie Batman, in der er sich als „Mr. Oceanbring“ selbst spielte.

## Ermordung
Am Abend des 8. August 1969 besuchte Jay Sebring zusammen mit Tate, Folger und Frykowski ein mexikanisches Restaurant in Bel Air. Nach dem Essen fand sich die Gesellschaft in dem Anwesen von Tate und Polański am 10050 Cielo Drive ein. Am späten Abend drangen drei Mitglieder der Manson Family (Susan Atkins, Patricia Krenwinkel und Charles Watson) in das Anwesen von Tate und Polański (der zu diesem Zeitpunkt Dreharbeiten in London leitete) ein und ermordeten Tate und ihre drei Gäste sowie den eher zufällig auf dem Grundstück anwesenden Steven Parent auf brutale Weise. Watson schoss Sebring nieder, nachdem dieser wiederholt eingefordert hatte, auf den Zustand der im achten Monat schwangeren Tate Rücksicht zu nehmen. Während Sebring sterbend am Boden lag, stach Watson noch mehrmals mit einem Messer auf ihn ein.
Sebring wurde am 13. August 1969 auf dem Holy Sepulchre Cemetery in Southfield, Michigan beigesetzt.